# Zamia gentryi
Zamia gentryi là một loài thực vật thuộc họ Zamiaceae. Đây là loài đặc hữu của Ecuador. Chúng hiện đang bị đe dọa vì mất môi trường sống.